# Willem Anne Schimmelpenninck van der Oye

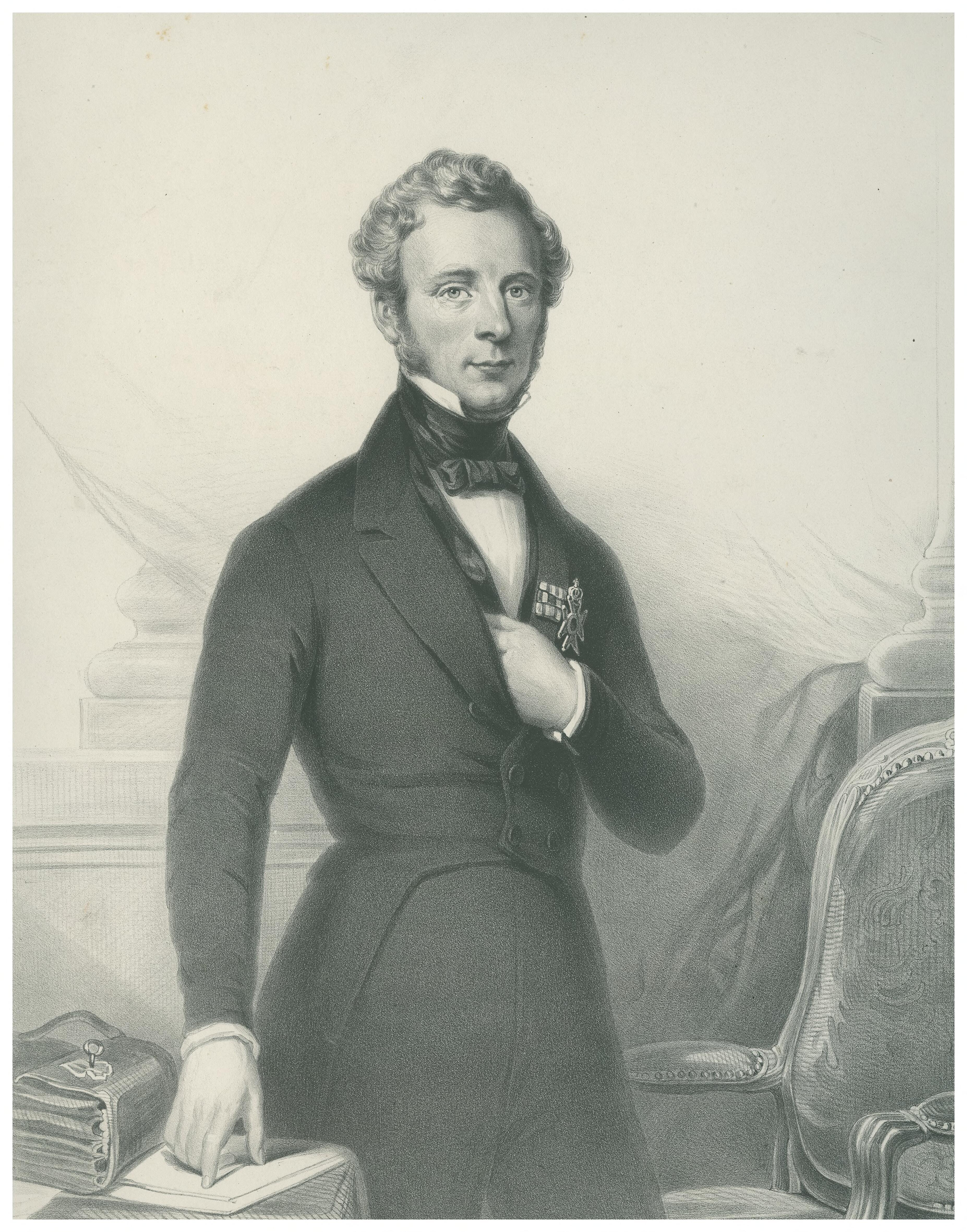
Willem Schimmelpenninck Anfang der 1840er Jahre

Willem Anne Baron Schimmelpenninck van der Oye, Herr von Pollen und Nijenbeek (* 6. Januar 1800 in Doesburg, Gelderland; † 12. Dezember 1872 in Voorst, Niederlande) war ein niederländischer Politiker und Staatsminister.

## Leben
Schimmelpenninck van der Oye war ein Mitglied des gleichnamigen Adelshauses. Seine Eltern waren Assueer Jacob Schimmelpenninck van der Oye, heer van Watergoor (10. Juni 1768–13. Juni 1810) und dessen Ehefrau Henriette Asauera Charlotte Juliana Alexandrina, Baronin van Pallandt (11. Dezember 1773–26. Dezember 1855), eine Tochter  von Ado1ph Werner Carel Willem van Pallandt, Herr von Keppel, Voorst, Barlham, Walfort und Oltoolde und dessen Frau Heilwich Charlotte Barbara (geborene van Heeckeren). Er hatte zwei Schwestern und drei Brüder.
1814 wurde Schimmelpenninck van der Oye Kadett an der Artillerie- und Ingenieurschule in Delft. Am 22. Juni 1817 wurde er zum Leutnant ernannt und 18. Oktober 1822 ehrenvoll entlassen. Er ließ sich auf seinem Landsitz De Poll in der Nähe von Voorst nieder und wurde am 1. Juni 1826 zum Mitglied des Rats der Provinz Gelderland und am 7. Juli 1831 zum Mitglied des Repräsentantenhauses gewählt. Schimmelpenninck van der Oye nahm 1831 als Kapitän (Hauptmann) im Zehn-Tage-Feldzug teil. Anschließend war er bis 1841 Abgeordneter der zweiten Kammer der Generalstaaten und von 1841 bis 1846 Innenminister. Er machte Vorschläge zur Ausweitung des Wahlrechts, konnte sich jedoch nicht durchsetzen. Zwischenzeitlich bekleidete er 1843 auch das Amt des Außenministers unter der Regentschaft von König Wilhelm II. von Oranien-Nassau, der die Regierungsreformen befürwortete. Von 1847 an bis 1853 war er königlicher Kommissar bzw. Beauftragter des Königs für die Provinz Gelderland. Seit seiner Studienzeit war er mit Johan Rudolf Thorbecke befreundet. Als dieser erstmalig niederländischer Premierminister wurde, und entschied, dass Schimmelpenninck zu konservativ eingestellt war, um weiterhin königlicher Kommissar zu bleiben. Zum Ende seines ersten Kabinetts entließ er Schimmelpenninck, entgegen dem Wunsch des Königs, aus dem Amt und dieser wurde zu seinem entschiedenen Gegner. Nachdem Schimmelpenninck hohe Posten in der Judikative bekleidet hatte, er war unter anderem Marschall des Obersten Gerichtshofs, wurde er 1853 Mitglied des Repräsentantenhauses und 1858 deren Vorsitzender. Als Vertrauter des Königs wurde er 1860 Mitglied des Senats.

## Auszeichnungen (Auswahl)
- 7. Februar 1844: Militär-Wilhelms-Orden (als Major eines Schützenvereins)
- 1846: Großkreuz, am 24. Juli 1874 Ritterorden und am 10. Mai 1889 Kommandeur des Ordens vom niederländischen Löwen
- Großkreuz des Friedrichs-Orden durch König Friedrich Wilhelm Carl von Württemberg

## Familie
Schimmelpenninck van der Oye war zweimal verheiratet.
- 1) am 27. Mai 1825 mit Adriana Sophia (geborene Baroness van Rhemen, 15. Juni 1806–9. November 1842), eine Tochter des Barons Alexander van Rhemen van Rhemenshuizen und dessen Frau Sophia Dina Reichsbaroness van Leyden van Westbarendrecht. Mit ihr hatte er mehrere Kinder, darunter:
  - Sophia Baroness Schimmelpenninck van der Oye (30. September 1828–3. März 1897) Dame du Palais von S. M. der Königinmutter ⚭ am 17. Oktober 1850 mit dem Politiker Justinus Kgbert Hendrik Baron van Nagell (14. November 1825–24. Januar 1901)
  - Henriëtte (*/† 1. September 1830)
  - Willem Anne Assueer Jacob Baron Schimmelpenninck van der Oye (18. September 1834–31. August 1889), Rechtsanwalt und Beamter im Auswärtigen Amt, Minister und Kammerpräsident ⚭ am 17. September 1870 mit Jacoba Christina (geborene Baronin van Pallandt, 5. Februar 1843–1931), Tochter des Barons Hans Willem van Aylva und dessen Frau Constantia Catharina Wilhelmina van Scheltinga.
  - Henriette Alexandrine Frédérique Barones Schimmelpenninck van der Oye (25. April 1837–24. Februar 1880)
  - Alexander Baron Schimmelpenninck van der Oye (30. September 1839–1918), niederländischer Politiker ⚭ am 2. Juli 1864 mit Sophie Frédérique Mathilde van Bronkhorst (21. Juni 1841–13. Mai 1916), einer Tochter Ludo1ph van Bronkhorst und dessen Frau Clara Henriette Nicoline Holmberg de Beckfelt.
    - Nicoline Adriana Sophia Schimmelpenninck van der Oye (6. August 1865–1921) ⚭ am 6. April 1893 mit Rudolph Everard Willem van Weede (11. November 1858–1933), Hofmarschall der Königinmutter

  - Johanna Maria Barones Schimmelpenninck van der Oye (1. Februar 1842–1924)
- 2) am 1. Juli 1844 deren jüngere Schwester Johanna Maria van Rhemen (1. September 1816–14. November 1857).[1]